# جورج إفرا
جورج إفراح (بالفرنسية: Georges Ifrah)‏ (1947، 2019) هو مؤلف فرنسي ومؤرخ في الرياضيات، وخاصة الأرقام. كان سابقا مدرسا للرياضيات. ترجمت أعماله الشاملة، من واحد إلى صفر: تاريخ عالمي للأرقام (1985، 1994) إلى لغات متعددة، وأصبحت من أكثر الكتب مبيعًا على المستوى الدولي، وأدرجت في قائمة العلماء الأمريكيين التي تضم "100 كتاب أو نحو ذلك والتي شكلت قرنًا من تاريخ العلم "، في إشارة إلى القرن العشرين.
كان لديه نجاح شعبي كبير لعمله البحثي والعمل الشامل. توفي في باريس في 1 نوفمبر 2019.